# Takayuki Yamaguchi
Takayuki Yamaguchi (jap. 山口 貴之 Yamaguchi Takayuki; ur. 1 sierpnia 1973) – japoński piłkarz występujący na pozycji pomocnika.

## Kariera klubowa
Od 1992 do 2008 roku występował w klubach Verdy Kawasaki, Brummell Sendai, Kyoto Purple Sanga, Vissel Kobe, Gamba Osaka, Thespa Kusatsu, Sagan Tosu i FC Machida Zelvia.